# 553 (tal)
553 är det naturliga heltal som följer 552 och följs av 554.

## Matematiska egenskaper
- 553 är ett udda tal.
- 553 är ett semiprimtal[1].
- 553 är ett defekt tal.
- 553 är ett sammansatt tal.
- 553 är ett lyckotal.

## Inom vetenskapen
- 553 Kundry, en asteroid.